# المعيد لدين الله
المعيد لدين الله (توفي في 1030) إمام الدولة الزيدية في اليمن من 1027 إلى 1030.
بعد 1002 كان يوجد عدة متنافسين على إمامة الدولة الزيدية في المرتفعات باليمن. أحيانا يعتبر أبو طالب يحيى القزويني المتواجد في فارس إماما رسميا في الفترة من 1020 إلى 1033 حسب مؤرخي الدولة الزيدية. وفي الوقت نفسه يحكم جعفر شقيق الإمام السابق المهدي الحسين صعدة بوصفه أميرا. في 1027 ظهر شخص إدعى الإمامة وأعلن نفسه إماما تحت مسمى المعيد لدين الله . نجح فعلا في فرض سيطرته على مدينة صنعاء المهمة. ومع ذلك قتل على يد المعارضين في 1030.